# Józef Razowski
Józef Razowski (ur. 20 kwietnia 1932 w Milówce) – polski entomolog, lepidopterolog, prof. dr hab., członek honorowy PTEnt, członek korenspondet PAU, b. dyrektor Instytutu Systematyki i Ewolucji Zwierząt Polskiej Akademii Nauk w Krakowie.

## Życiorys
Studiował na Politechnice Krakowskiej, gdzie w 1953 uzyskał stopień inżyniera, pracę magisterską obronił na Uniwersytecie Jagiellońskim w 1958. W 1961 obronił pracę doktorską z entomologii, zaś pięć lat później uzyskał stopień doktora habilitowanego. W 1973 uzyskał tytuł profesora nadzwyczajnego, a w 1983 profesora zwyczajnego.
Lepidopterolog zajmujący się systematyką, morfologią, anatomią, bionomią i ekologią motyli, głównie z rodziny Tortricidae; prowadzi badania faunistyczne i zoogeograficzne na obszarze Palearktyki oraz Krainy Neotropikalnej; publikuje w zakresie historii zoologii, tworzy system informacji o zbiorach zoologicznych w Polsce.
Józef Razowski specjalizuje się w zakresie taksonomii motyli (Lepidoptera), zwłaszcza z rodziny zwójkowatych (Tortricidae). Opisał ponad 1000 nowych taksonów, stworzył nowe koncepcje filogenezy motyli, uporządkował polskojęzyczne nazewnictwo morfologii owadów. Jest autorem ponad 300 publikacji naukowych, w tym kilku książek i monografii oraz 3 zeszytów z serii Klucze do oznaczania owadów Polski i 9 tomów z serii Monografie Fauny Polski.

## Odznaczenia
- 1988: Krzyż Kawalerski Orderu Odrodzenia Polski[2]
- 1983: Medal Schiffermüllera[3]
- 1998: Medal „Za Zasługi dla Rozwoju Polskiego Towarzystwa Entomologicznego"[3]
- Nagroda Państwowa II stopnia